# Mary Emily Sinclair
Mary Emily Sinclair (* 27. September 1878 in Worcester (Massachusetts), Vereinigte Staaten; † 3. Juni 1955 in Belfast (Maine)) war eine US-amerikanische Mathematikerin und Hochschullehrerin. Sie erwarb 1908 als erste Frau an der University of Chicago und als 7. Amerikanerin einen Doktortitel in Mathematik.

## Leben und Werk
Sinclair absolvierte 1896 die Worcester Classical High School und besuchte dann das Oberlin College. Nach ihrem Bachelor-Abschluss im Jahr 1900 wurde sie in die Ehrengesellschaft Phi Beta Kappa aufgenommen und war bis 1901 Assistenzlehrerin in Hartford, Connecticut. Sie studierte dann an der University of Chicago und erhielt 1903 den Master-Abschluss. 1903 unterrichtete sie am Lake Erie College in Painesville, Ohio. Von 1903 bis 1904 war sie Stipendiatin an der University of Chicago. Von 1905 bis 1908 forschte sie an der University of Nebraska und promovierte 1908 als erste Frau in Mathematik bei Oskar Bolza an der University of Chicago mit der Dissertation: On a Compound Discontinuous Solution Connected with the Surface of Revolution of Minimum Area. Nach ihrer Promotion wurde sie zur außerordentlichen Professorin, 1925 zur ordentlichen Professorin und 1941 zur Clark-Professorin für Mathematik am Oberlin College ernannt. Sie heiratete nie, adoptierte 1914 jedoch eine Tochter und 1915 einen Sohn. Von 1922 bis 1923 setzte sie ihre mathematischen Forschungen an der University of Chicago und der Cornell University mit einem Julia C. G. Piatt-Stipendiums der American Association of University Women fort. Weitere Sabbatjahre verbrachte sie an der Universität Rom und der Sorbonne. Von 1927 bis 1928 war sie für die University of Miami in Coral Gables, Florida, und 1935 für das Institute for Advanced Study in Princeton, New Jersey, beurlaubt. Nach ihrer Pensionierung unterrichtete sie Studenten der Navy in Mathematik am Berea College, Kentucky. Sie war Gründungsmitglied der Mathematical Association of America.

## Mitgliedschaften
- American Mathematical Society
- Mathematical Association of America
- American Association for the Advancement of Science (Fellow)
- American Association of University Women
- Phi Beta Kappa
- Sigma Xi

## Veröffentlichungen (Auswahl)
- 1907: On the Minimum Surface of Revolution in the Case of One Variable End Point. In: Annals of Mathematics. Band 8, Nr. 4. Princeton April 1907, S. 177–188, doi:10.2307/1967823, JSTOR:i307130 (englisch).
- 1908: The Absolute Minimum in the Problem of the Surface of Revolution of Minimum Area. In: Annals of Mathematics. Band 9, Nr. 4. Princeton Juli 1908, S. 151–155, doi:10.2307/1967160, JSTOR:1967160 (englisch).
- 1908: Discriminantal Surface for the Quintic in the Normal Form u5+10xu3+5yu+z =0. Verlag von Martin Schilling, Halle, Germany.
- 1909: Concerning a Compound Discontinuous Solution in the Problem of the Surface of Revolution of Minimum Area. In: Annals of Mathematics. Band 10, Nr. 2. Princeton Januar 1909, S. 55–80, doi:10.2307/1967475, JSTOR:1967475 (englisch).